# Emperador Hui de Jin
|  | Pels emperadors amb el nom a títol pòstum Hui, vegeu Emperador Hui. |

Emperador Hui de Jin, x. sim. 晋惠帝, x. tra. 晉惠帝, py. jìn huì dì, wg. Chin Hui-ti (259-enverinat el 8 de gener del 307 EC), nom personal Sima Zhong (司馬衷), nom estilitzat Zhengdu (正度), va ser el segon emperador de la Dinastia Jin (265-420). L'Emperador Hui era un discapacitat de desenvolupament, i al llarg del seu regnat, hi va haver constants lluites intestines entre regents, prínceps imperials (els seus oncles i cosins), i la seva esposa l'Emperadriu Jia Nanfeng per control d'ell (i per tant de l'administració imperial), causant un gran sofriment per al poble i soscavant en gran manera l'estabilitat del règim de Jin, cosa que finalment va portar a les revoltes Wu Hu les quals van conduir a la pèrdua de Jin del nord i el centre del país i l'establiment dels Setze Regnes contendents. Ell va ser deposat breument pel seu besoncle Sima Lun, que va usurpar el tron, en el 301, però més tard eixe any va ser restaurat en el tron i va continuar sent l'emperador fins al 307, any en què fou enverinat, probablement pel regent Sima Yue.

## Vida abans de l'entronització
Sima Zhong va néixer de Sima Yan i la seva esposa Yang Yan en el 259, mentre Sima Yan encara era l'ajudant del seu pare, el regent de Cao Wei, Sima Zhao. Zhong va ser el seu segon fill, però com el seu germà major Sima Gui (司馬軌) va morir ben aviat, ell es va convertir en el fill gran. No se sap quan es va fer evident que hi era discapacitat de desenvolupament, però en qualsevol cas, després que Sima Zhao transí en el 265 i Sima Yan posteriorment va obligar a l'emperador de Cao Wei, Cao Huan, a abdicar en favor seu, acabant amb la dinastia Cao Wei i començant Jin (com a emperador Wu), ell va crear al Príncep Zhong com príncep hereu en el 267, a l'edat dels set anys.
| Emperador Hui de JinCasa de SimaNascut: 259 Mort: 8 January 307 | |                                    |
| Títols de regnat                                                | |                                    |
| Precedit per: Emperador Wu de Jin                               | Imperi de la Xina 290 – febrer del 301 amb Yang Jun (290 – 291) Sima Liang (291) Wei Guan (291)     | Succeït per: Sima Lun              |
| Precedit per: Sima Lun                                          | Imperi de la Xina juny del 301 – 304 amb Sima Jiong (301 – 302) Sima Ai (302 – 304) Sima Ying (304) | Succeït per: Ell mateix            |
| Precedit per: Sima Lun                                          | Imperi de la Xina juny del 301 – 304 amb Sima Jiong (301 – 302) Sima Ai (302 – 304) Sima Ying (304) | Succeït per: Liu Yuan              |
| Precedit per: Sima Lun                                          | Imperi de la Xina juny del 301 – 304 amb Sima Jiong (301 – 302) Sima Ai (302 – 304) Sima Ying (304) | Succeït per: Li Xiong              |
| Precedit per: Ell mateix                                        | Imperi de la Xina 304 – 307 amb Sima Yong (304 – 306) Sima Yue (306 – 307)                          | Succeït per: Emperador Huai de Jin |